# NGC 2811
NGC 2811 је спирална галаксија у сазвежђу Хидра која се налази на NGC листи објеката дубоког неба.
Деклинација објекта је - 16° 18' 45" а ректасцензија 9h 16m 11,2s. Привидна величина (магнитуда) објекта NGC 2811 износи 11,4 а фотографска магнитуда 12,3. Налази се на удаљености од 33,7000 милиона парсека од Сунца. NGC 2811 је још познат и под ознакама MCG -3-24-3, UGCA 155, IRAS 09138-1606, PGC 26151.